# Tour Bismarck (Cologne)
Pour les articles homonymes, voir Tour Bismarck (homonymie).

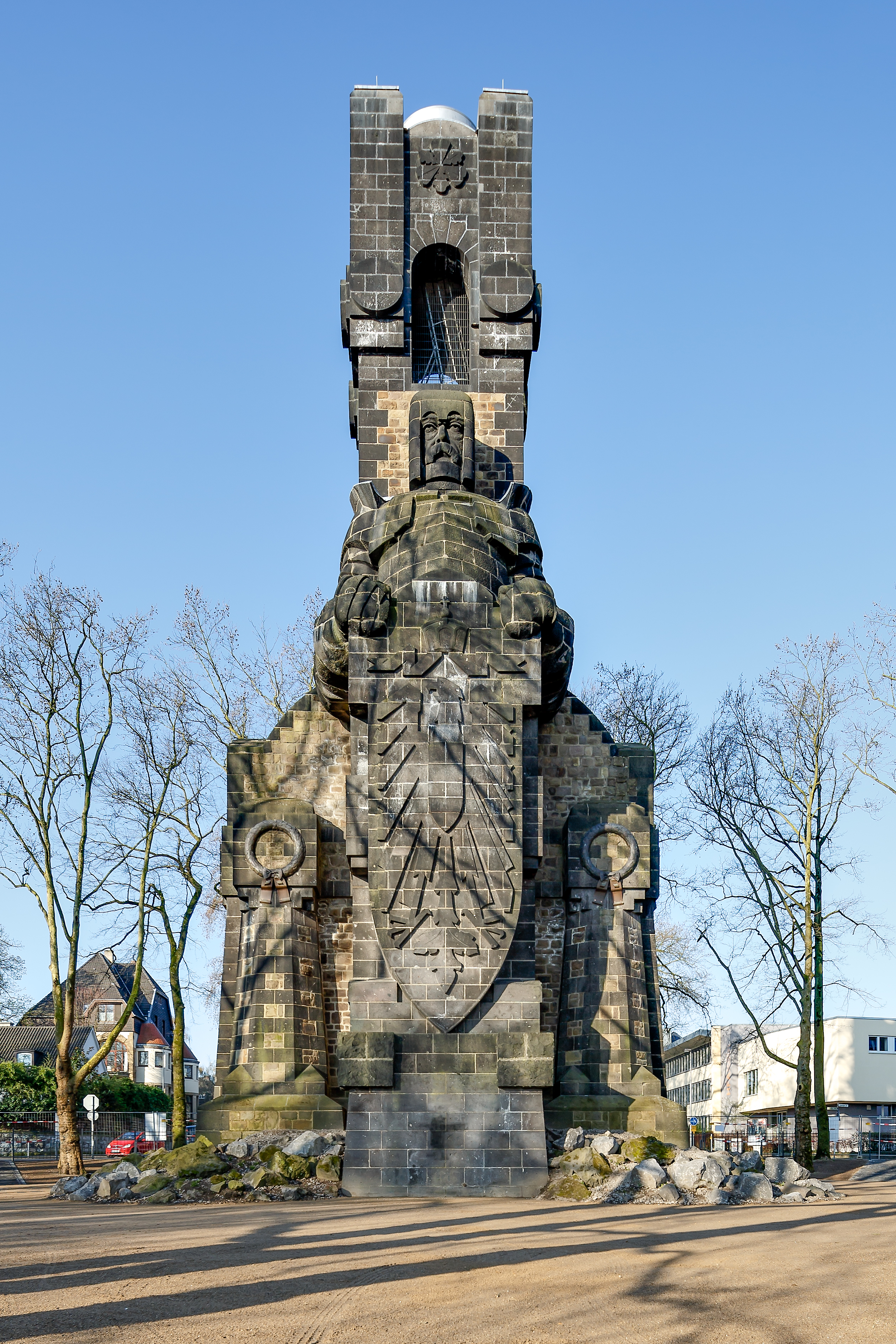
La tour Bismarck à Cologne

Haute de 27 mètres, la tour Bismarck de Cologne est un monument à la mémoire d'Otto von Bismarck.

## Situation
La tour se situe sur Gustav-Heinemann-Ufer/Ecke Bayenthalgürtel.

## Architecture
La tour a été construite en 1902 sur un projet de A. Hartmann dans le style de l'Art nouveau.
Sur la face avant, se trouve un buste de Bismarck.